# 中川放水路橋梁 (総武本線)
中川放水路橋梁（なかがわほうすいろきょうりょう）は新中川に架かる鉄道橋の一つで、東日本旅客鉄道（JR東日本）総武緩行線を通し、小岩駅と新小岩駅の間に位置する。所在は東岸は江戸川区南小岩六丁目、西岸は上一色二丁目。

## 歴史
1956年（昭和31年）新中川掘削工事に伴い、新中川を渡河する鉄道橋として架橋された。橋梁名は当時の河川名「中川放水路」から付けられている。
複々線高架化される前の総武本線は、中川放水路橋梁を挟んで両岸は勾配で地平に下る線路であった。
中川放水路橋梁は鉄道橋としての歴史が古く、土木学会では歴史的鋼橋のひとつでもある。

## 諸元
- 種別 - 鋼鉄道橋
- 形式 - 1径間複線下路ワーレントラス橋、4径間単線上路プレートガーター桁橋（並列）
- 橋床 - 開床
- 橋長 - 117.2 m
- 支間 - 16.0+19.2+46.8+19.2+16.0
- 線数 - 複線
- 設計活荷重 - KS18
- 鋼重 - 208.081 t
- 着工 - 1954年（昭和29年）
- 竣工 - 1956年（昭和31年）
- 起業者 - 国鉄
- 管理者 - JR東日本
- 橋梁設計 - 国鉄
- 橋梁製作 - 横河橋梁製作所

## 複々線化による橋梁の増設
国鉄の通勤五方面作戦の一環として総武本線は1972年（昭和47年）に高架・複々線化された。上流側に総武快速線を線増し「下路プレストレスト・コンクリート桁橋」が架橋された。

## 隣の橋
- 新中川

（上流） - 上一色橋 - 上一色中橋 - 中川放水路橋梁 - 辰巳新橋 - 小岩大橋（下流）
- 総武本線

（上り） - 隅田川橋梁 - 荒川放水路橋梁 - 中川放水路橋梁 - 江戸川橋梁 - （下り）